# Son of Zorro
Son of Zorro (bra: O Filho do Zorro) é um seriado estadunidense de 1947, gêneros aventura e faroeste, dirigido por Spencer Gordon Bennet e Fred C. Brannon em 13 capítulos para a Republic Pictures.
Estrelado por George Turner, Peggy Stewart e Roy Barcroft, veiculou nos cinemas estadunidenses a partir de 18 de janeiro de 1947.[carece de fontes?]
Foi o 43.º dos 66 seriados produzidos pela Republic, e apresentava o personagem Zorro como um descendente do Zorro original, nos anos 1860.[carece de fontes?]

## Sinopse
Um homem, ao voltar para casa depois de ter lutado na Guerra Civil, descobre que políticos corruptos tomaram conta do Condado e estão aterrorizando e causando agitação para os cidadãos. Ele usa o traje de seu antepassado, o famoso Zorro, e prepara-se para trazê-los à justiça.

## Elenco
- George Turner … Jeffrey "Jeff" Stewart/Zorro
- Peggy Stewart … Kate Wells
- Roy Barcroft … Boyd
- Edward Cassidy … Sheriff Moody
- Ernie Adams … Juiz Hyde
- Stanley Price … Pancho
- Edmund Cobb … Stockton
- Ken Terrell … George Thomas
- Tom London … Mark Daniels
- George Chesebro ... Tom (não-creditado)
- Newton House ... Haynes (não-creditado)

## Produção
Son of Zorro foi orçado em $156,745, porém seu custo final foi $119,343, e foi o mais barato seriado da Republic em 1947. Foi filmado entre 21 de junho e 20 de julho de 1946 sob o título provisório Zorro Strikes Again. Foi a produção nº 1695.
Foi o último filme do ator Newton House, que iniciou sua carreira ainda criança na era do cinema mudo, como "Champion Boy Rider", na Universal Pictures. Atuou no papel de Haynes, não-creditado.[carece de fontes?]

### Personagem Zorro
Idealizado pelo escritor norte-americano Johnston McCulley, a primeira aparição do lendário personagem Zorro aconteceu nas páginas da revista pulp All-Story Weekly, em 1919. Publicada em cinco edições, com o título de The Curse of Capistrano, a história acabou ganhando as telas do cinema no ano seguinte, no filme  The Mark of Zorro. Em seguida, em virtude do enorme sucesso do filme, McCulley relançou a história sob o formato de um romance, que acabou recebendo o mesmo título do filme: The Mark of Zorro.[carece de fontes?]
O personagem Zorro foi adaptado pela primeira vez pelo estúdio em 1936, em The Bold Caballero, estrelado pelo ator Robert Livingston.[carece de fontes?]
A Republic Pictures lançou vários seriados inspirados no Zorro: Zorro Rides Again, em 1937; Zorro's Fighting Legion, em 1939; Son of Zorro, em 1947; e Ghost of Zorro, em 1949. O seriado Daughter of Don Q apresenta a filha de Don Quantero, um herói parecido com Zorro, o título do seriado é uma referência ao filme Don Q, Son of Zorro de 1925, estrelado por Douglas Fairbanks. O filme é uma sequência de The Mark of Zorro de 1920 e é levemente baseado no romance de 1909, Don Q.'s Love Story, escrito por Hesketh Hesketh-Prichard e sua mãe, Kate O'Brien Ryall Prichard. O personagem do livro, Don Quebranta Huesos era uma espécie de Robin Hood espanhol, e Fairbanks interpreta Cesar, o filho de Don Diego Vega, personagem que ele mesmo interpretou no filme de 1920. O seriado Zorro's Black Whip, de 1944, foi estrelado por uma mulher, a The Black Whip interpretada por Linda Stirling e, apesar de levar o nome de Zorro no título, o personagem Zorro não aparece em nenhum momento no seriado e nem ao menos é citado.Os seriados Don Daredevil Rides Again, de 1951, e Man with the Steel Whip, de 1954, utilizaram cenas de arquivo relativas ao herói mascarado.

## Lançamento

### Cinema
O lançamento oficial de Son of Zorro é datado de 18 de janeiro de 1947, apesar de essa ser a data da disponibilização do 6º capítulo. O lançamento foi seguido do relançamento de Jungle Girl, ao invés de um novo seriado, e essa foi a primeira vez que a Republic relançou um seriado, prática que se tornaria comum ao estúdio a partir de então. Em seguida, foi lançado um novo seriado, Jesse James Rides Again.
O seriado foi relançado pela Republic em 23 de dezembro de 1957, entre os relançamentos de Radar Men from the Moon e Zorro's Fighting Legion. O último seriado original lançado pela Republic havia sido King of the Carnival, em 1955.

### Televisão
No início dos anos 1950, Son of Zorro foi um dos quatorze seriados da Republic editados como série de televisão, em seis capítulos de 26½-minutos.

## Capítulos
1. Outlaw Country (20 min)
2. The Deadly Millstone (13min 20s)
3. Fugitive from Injustice (13min 20s)
4. Buried Alive (13min 20s)
5. Water Trap (13min 20s)
6. Volley of Death (13min 20s)
7. The Fatal Records (13min 20s)
8. Third Degree (13min 20s)
9. Shoot to Kill (13min 20s)
10. Den of the Beast (13min 20s)
11. The Devil's Trap (13min 20s)
12. Blazing Walls (13min 20s)
13. Check Mate (13min 20s)

Fonte: